# Finn Jor
Finn Barthol Horgen Jor, född 20 januari 1929, är en norsk idéhistoriker, journalist och författare. Han var kulturredaktör vid Aftenposten mellan 1965 och 1992. Jor är utbildad magister i idéhistoria vid Universitetet i Oslo. Han är författare till en rad böcker om kultur- och samhällsfrågor, men även skönlitteratur. Från 1986 satt han i juryn för Nordiska rådets litteraturpris. Han engagerade sig i förbindelserna mellan Norge och Finland och var 1991-1992 ordförande i Norsk-finska föreningen. 1995 utnämndes han till riddare av första graden av Finlands Lejons orden.

## Böcker utgivna på svenska[1]
- 1955 - Sören Kierkegaard - det levda livets tänkare
- 1970 - Idéerna som skapade Europa
- 1999 - Hemma hos författare, konstnärer, kompositörer i Norden ISBN 91-518-3407-3